# Paul Welander
Paul Niels Villiam Welander (født den 28. december 1879, død den 9. januar 1942) var en dansk skuespiller, filminstruktør og grosserer.
Paul Welander påbegyndte sin skuespillerkarriere i 1900 på Odense Teater og optrådte i løbet af karrieren i adskillige teatre og revyer. Han blev i 1909 tilknyttet Nordisk Films Kompagni, og indspillede herefter film i Sverige som skuespiler og instruktør.
Paul Welander indstillede karrieren inden for film for at hellige sig sin virksomhed Koloniallageret Vime. Hans sidste filmmedvirken var i 1917 i Alhambra Films I Spionklør.

## Skuespiller og filminstruktør
Paul Welander begyndte sin skuespillerkarriere i 1900 på Odense Teater, hvor han i perioderne 1900-1901, 1904-05, 1906-07 var tilknyttet som skuespiller. Han optrådte igen på Odense Teater i sæsonen 1918-19. Han opnåede stor succes som sanger på Casino, hvor han bl.a. medvirkede i lystspilsoperetter. Efter tiden på Casino turnérede han på provinsteatre, ligesom han nu og da ledede sommerrteatre, bl.a. som revydirektør på Frederikstorvs Varieté i Aalborg.
Paul Welander blev tilknyttet Nordisk Films Kompagni i 1909 og medvirkede i de følgende år i flere af Nordisks film. Det er muligt, at han også instruerede film på Nordisk; oplysninger om filmenes instruktør i denne periode er sparsomme. Han skiftede til svensk film i 1912, da han opnåede en stilling som chefinstruktør hos filmproducenten Frans Lundberg i Malmø. I 1913 blev han tilknyttet producenten The Copenhagen Film Co. som instruktør, men også her er det usikkert, hvilke film han instruerede.
Han begyndte senere at producere reklamefilm.

## Forretningsmand
Paul Welander, der var søn af en vinhandler, blev i kraft af sit ægteskab indehaver af kolonialfirmaet Vilh. Meilstrup, der under navnet Koloniallageret Vime drev købmandsforretninger forskellige steder i Københavnsområdet og opgav filmkarrieren for at koncentrere sig om virksomheden. Han bevarede dog kontakten til teater- og skuespillerverdenen og opretholdt sit medlemskab af Skuespillerforbundet. Han og hustruen støttede velgørende institutioner med betydelige legater, bl.a. skænkede han Skuespillerforbundet en rekreations- og feriebolig ved Marienlyst.

## Filmografi
- En Kvinde af Folket (1909)
- Den graa Dame, som John, lord Beresfords nevø (1909)
- Syndens Sold (1909)
- Tyven (1910)
- Fødselsdagsgaven (1910)
- Professorens Distraktion (1910)
- To Tjenestepiger (1910)
- Den heldige Bananmand (1910)
- Medbejlerens Hævn (1910)
- Skarpretterens Søn (1910)
- Landsbymusikantens Kærlighed (1910)
- Trolovelsesringen (1910)
- Hvem er hun?, som en ven af huset (1910)
- Kunstnerlykke (1910)
- Den sorte Domino (1910)
- Fabian paa Kærlighedsstien (1910)
- Lattermaskinen (1910)
- Kean (1910)
- Samvittighedens Stemme (1910)
- Den forklædte Barnepige, som Mr. Green, far til en lille pige (1911)
- Den sorte Haand, som Skurken (1911)
- Spionen fra Kronstadt, spm Poul Zassuli, kaptajn ved bastion nr. 3 (1911)
- Eksplosionen i den store Kulgrube (1911)
- Cirkusluft (instruktør, 1912)
- Broder og Søster (instruktør og medvirkende som Bjørn, kontorist)
- Komtesse Charlotte (instruktør, manus og medvirkende som Jens, staldknægt)
- Varietésangerinden (instruktør og medvirkende som Ernest Lange, 1912)
- Slangen (instruktør, 1912)
- En Mesalliance (instruktør, 1912)
- Kärleksdrömmar, som Assessor Würtzel (1912)
- Kærlighed gør blind som von Horten (instruktion, 1913)
- Skuespilleren (manus, 1913)
- Mac-Morton, (instruktør, 1912)
- Hjältetenoren (instruktør og medvirkende, 1914)
- Det sidste Møde, som Oberst Stambulki (1914)
- Kärlekens offer, (instruktør, 1916)
- I Spionklør, som general-kommandant Morton (1917)